# Вариант Единорога
«Вариант Единорога» (англ. Unicorn Variations, другой перевод названия — «Вариации на тему Единорога») — сборник рассказов, повестей и статей американского писателя-фантаста Роджера Желязны. Впервые сборник был издан в США в 1983 году в твёрдом переплёте и включал следующие произведения:
- Введение (англ. to Unicorn Variations) (1983).
- Вариант Единорога (англ. Unicorn Variation) (1981).
- Последняя из Диких (англ. The Last of the Wild Ones) (1981). Рассказ является продолжением раннего рассказа Машина-Дьявол, вместе с которым составляют своеобразный цикл «Дикие».
- Статья о создании раннего рассказа «Машина-Дьявол» (англ. A follow-up short story to the earlier story "Devil Car"), впервые изданном в сборнике Двери его лица, фонари его губ.
- Сольный концерт (англ. Recital) (1981)
- Голый матадор (англ. The Naked Matador) (1981)
- Фрагменты, от которых только отблеск: Три рефлекса (англ. The Parts That Are Only Glimpsed: Three Reflexes) (1978) — эссе
- Свет Угрюмого англ. Dismal Light (1968) — другой перевод названия «Свет скорби».
- Статья о создании раннего романа «Остров мёртвых» (англ. A follow-up short story to the novel «Isle of the Dead»)
- Беззвёздной ночью в пути (англ. Go Starless in the Night) (1979)
- Но не пророк (англ. But Not the Herald) (1965). Другой перевод названия «Когда боги бессильны».
- Рука через галактику (англ. A Hand Across the Galaxy) (1967). Другой перевод названия «Рука помощи».
- Та сила, что через цепи гонит ток (англ. The Force That Through the Circuit Drives the Current) (1976)
- Статья о создании раннего рассказа Возвращение палача (англ. A short story that plays with themes developed in the novella «Home is the Hangman»)
- Возвращение палача (англ. Home is the Hangman) (1975)
- Огонь и лёд (англ. Fire and /or Ice) (1980)
- Все уходят (англ. Exeunt Omnes) (1980)
- Очень хороший год (англ. A Very Good Year) (1979)
- Моя леди на диодах (англ. My Lady of the Diodes) (1970). Другое название перевода «Миледи на диодах».
- И спасся только я один, чтобы возвестить тебе (англ. And I Only Am Escaped to Tell Thee) (1981)
- Кони Лира (англ. The Horses of Lir) (1981)
- Глаз ночи (англ. The Night Has 999 Eyes) (1964). Другое название перевода «999 глаз ночи»
- Ангел, тёмный ангел (англ. Angel, Dark Angel) (1967). Другие переводы названия «Ангел, темный ангел смерти»; «Ангел, чёрный ангел»
- Вальпургиева ночь (англ. Walpurgisnacht) (1981)
- Бизнес Джорджа (англ. The George Business) (1980)
- Статья Мой пристрастный взгляд на особенности научной фантастики (англ. Some Science Fiction Parameters: A Biased View) (1975)

## Премии
Сборник был удостоен в 1984 году премий Balrog и Locus. Кроме того, заглавный рассказ Желязны в 1982 году получил премию «Хьюго» как лучшая короткая повесть